# Pèire Pau
Pèire Pau (Saló de Provença, 1554 - 1615) fou un escriptor provençal, oncle no carnal de Loïs Belaud de la Belaudièra. El 1575 es va establir a Marsella, on es va fer amic de Miquèu Tronc. Treballà com a registrador de les gabelles del port i donà suport primer Carles Calsaulx i després Lluis d'Ais, tot i que després va obtenir el favor del nou president del parlament marsellès, du Vair.
La seva obra es troba en dos reculls La Barbouillado (1595), editada per Belaud, i Autounado, conservada manuscrita en l'obra de Tronc. La seva obra és mirall fidel de la seva societat, amb influència de Francesco Petrarca. També va editar obres de Robert Ruffi i de Joan de Nòstra Dama.